# Starry Sky
Starry☆Sky, conhecido no Japão como Sta☆Ska (スタ☆スカ, Suta☆Suka) é um jogo eletrônico dirigido ao público feminino lançado pela Honeybee em 2009. Foi separado em quatro jogos com três interesses amorosos em cada um, perfazendo um total de doze interesses no total. Foi bem recebido no Japão e uma adaptação para anime está em produção.